# Кіта-Ува
Пові́т Кіта́-У́ва (яп. 北宇和郡, きたうわぐん, МФА: [kʲi̥ta uwa guɴ]) — повіт в префектурі Ехіме, Японія. Станом на 1 липня 2012 року його площа становила 340,37 км². Населення складало 15 588 осіб, а густота населення — 45,8 осіб/км². До складу повіту входять містечка Кіхоку й Мацуно. 